# Маркелов, Николай Данилович
Николай Данилович Маркелов (1920—1945) — старший лейтенант Рабоче-крестьянской Красной Армии, участник Великой Отечественной войны, Герой Советского Союза (1945).

## Биография
Родился 20 июня 1920 года в Барнауле. Окончил среднюю школу и три курса Казахского горно-металлургического института, занимался в аэроклубе.
В июне 1941 года призван на службу в Рабоче-крестьянскую Красную Армию. В 1942 году окончил Чкаловское военное авиационное училище лётчиков. С того же года — на фронтах Великой Отечественной войны.
К сентябрю 1944 года лейтенант Николай Маркелов командовал звеном 806-го штурмового авиаполка 206-й штурмовой авиадивизии 7-го штурмового авиакорпуса 14-й воздушной армии 3-го Прибалтийского фронта. К тому времени он совершил 105 боевых вылетов на штурмовку скоплений живой силы и боевой техники противника, его важных объектов, нанеся ему большие потери.
Указом Президиума Верховного Совета СССР от 23 февраля 1945 года за «образцовое выполнение боевых заданий командования на фронте борьбы с немецкими захватчиками и проявленные при этом мужество и героизм» лейтенант Николай Маркелов был удостоен высокого звания Героя Советского Союза с вручением ордена Ленина и медали «Золотая Звезда» за номером 5935.
16 ноября 1945 года Маркелов трагически погиб при исполнении служебных обязанностей. Похоронен в городе Червоноармейске Ровненской области Украины.

## Награды
Был также награждён двумя орденами Красного Знамени, орденами Отечественной войны 2-й степени и Красной Звезды, рядом медалей.

## Память
- В Алматы (Казахстан) есть улица Маркелова, носит имя с июля 1986 года. Ранее — улица Чуйская.